# Cellana toreuma
Cellana toreuma là một loài ốc biển săn mồi, là động vật thân mềm chân bụng sống ở biển trong họ Naticidae, họ ốc mặt trăng.

## Miêu tả
|  |  |